# 207754 Stathiskafalis
207754 Stathiskafalis è un asteroide della fascia principale. Scoperto nel 2007, presenta un'orbita caratterizzata da un semiasse maggiore pari a 2,3812071 au e da un'eccentricità di 0,1937825, inclinata di 2,95611° rispetto all'eclittica.